# 하버드 미술관

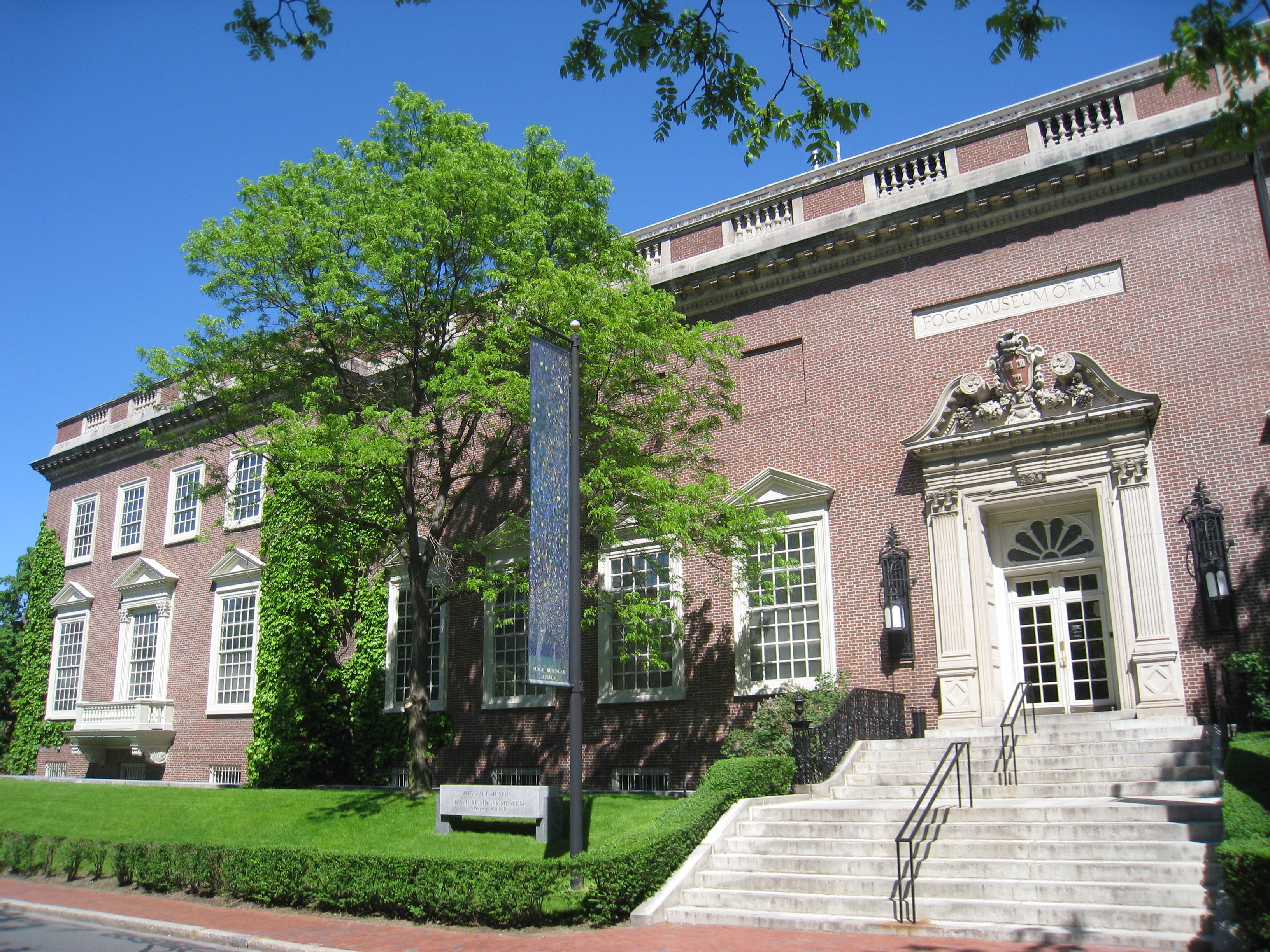

하버드 미술관(Harvard Art Museums)은 하버드 대학교 소속의 미술관으로서, 다음의 박물관 세 곳으로 구성되어 있다.
- 포그 박물관(Fogg Museum, 1895년 설립)[1]
- 부시-라이징거 박물관(Busch-Reisinger Museum, 1903년 설립)[1]
- 아서 M. 아서 M. 새클러 박물관(Arthur M. Sackler Museum, 1985년 설립)[1]

그리고 4개의 연구 센터가 존재한다.
- Archaeological Exploration of Sardis(1958년 설립)[2]
- 현대 미술 기술 연구센터(Center for the Technical Study of Modern Art, 2002년 설립)[3]
- 하버드 미술관 문서자료실(Harvard Art Museums Archives)
- 슈트라우스 센터(Straus Center for Conservation and Technical Studies)[4]

하버드 미술관을 구성하는 이 박물관 세 곳은 1983년 하버드 대학교 미술관(Harvard University Art Museums)이라는 이름의 하나의 기관으로 통합되었다. 2008년에 이르러 "대학교"라는 이름이 기관명에서 제거되었다.
고대에서 현대에 이르기까지 유럽, 북아메리카, 북아프리카, 중동, 남아시아, 동아시아, 동남아시아에서 기원하는 모든 매체의 대략 250,000개의 물건들을 전시하고 있다.